# Alívio Imediato
Alívio Imediato é o primeiro álbum ao vivo da banda brasileira de rock Engenheiros do Hawaii. O disco foi gravado ao vivo nos dias 7, 8 e 9 de julho, no Canecão, no Rio de Janeiro, e no mesmo mês nos estúdios BMG, localizados na mesma cidade. O álbum seria lançado em outubro de 1989, pela gravadora BMG, através do selo RCA-Victor. Com boa distribuição e divulgação pela gravadora, além da turnê nacional e internacional da banda - a Alívio & Mídia Tour, o disco venderia muito bem, atingindo mais de 150 mil cópias no ano de seu lançamento e rendendo mais um disco de ouro para o grupo gaúcho.
O álbum é o primeiro disco ao vivo da banda, tendo ficado marcado por mostrar uma grande afinidade entre o grupo e o seu público, o que aparece bastante graças às técnicas de captação utilizadas na produção. Também, o disco marca nas canções gravadas em estúdio a continuidade da evolução da sonoridade da banda em direção a um maior uso de instrumentos eletrônicos, como teclados e sintetizadores, o que atingiria patamares inéditos em sua discografia nos álbuns de estúdio seguintes.

## Antecedentes
Após o lançamento de seu último disco, Gessinger e Licks compram instrumentos Steinberger - marca estadunidense famosa por construir instrumentos sem cabeça ou mão e com microafinação - e o baixista compra, também, um amplificador da marca Mesa Boogie, que o guitarrista já utilizava, emparelhando a aparência do grupo no palco. Além disso, o grupo muda de empresário, passando a ser representados pela Showbrás, o que profissionaliza as apresentações da banda. A turnê que se segue no primeiro semestre de 1989 - Variações sobre a Mesma Tour - é um sucesso de público e crítica, lotando ginásios por onde passa. Com isto, a banda decide gravar um disco ao vivo para tentar registrar a energia do grupo no palco, inspirando-se na banda canadense Rush que gravava um álbum ao vivo a cada três de estúdio.

## Gravação e produção
Após decidirem lançar um disco ao vivo, ficou decidido pela banda em conjunto com a gravadora que ele seria produzido por Marcelo Sussekind, ex-guitarrista da banda Herva Doce, com alguma experiência em situações como aquela. Marcelo passou a acompanhar a banda em alguns shows da turnê do disco anterior para poder planejar melhor a produção. Com isto, chegou à conclusão de que o ponto forte das apresentações da banda era a sua interação com o público e a participação deste nas músicas. Assim, decidiu montar uma grande estrutura no Canecão - palco escolhido para a gravação - com um complexo e caro sistema quadrifônico para captar as manifestações do público. Ainda, havia ficado decidido que, apesar de ser um álbum ao vivo, a banda registraria duas canções em estúdio para que o disco contasse com material novo. Assim, entram no mesmo mês de julho nos estúdios da BMG no Rio para gravar as duas canções que a banda escolheu (ficando "A Violência Travestida Faz seu Trottoir" e "Anoiteceu em Porto Alegre" para o disco seguinte), ficando a mixagem para o mês seguinte a cargo do produtor.

## Resenha musical
O álbum abre com "Nau à Deriva", a primeira das canções de estúdio gravadas para o álbum. Ela inicia com uma sequência de notas feitas em um teclado, mas que são tocadas através de uma programação realizada em um sequenciador. Também, há teclados com sons de órgão e metais. Em seguida, vem a segunda música de estúdio, "Alívio Imediato". Após a introdução, esta canção conta com um arranjo de cordas feito em um teclado e que é mais perceptível no refrão. Augusto gravou duas guitarras nas partes cantadas: uma fazendo base normalmente e outra utilizando-se da técnica de slide. No final, Augusto aciona um pedal de wah-wah Dunlop Cry Baby enquanto o produtor Marcelo Sussekind faz um solo com a sua guitarra Gibson Les Paul. Ao final, Augusto sola utilizando-se de um pedal pitch shifter da Digitech para soar semelhante ao guitarrista da banda inglesa Queen, Brian May. Estas canções mostram a direção em que a sonoridade da banda caminhava: para a utilização de mais instrumentos eletrônicos. Então, a terceira faixa abre o show com "A Revolta dos Dândis I", que traz Augusto tocando o seu violão Guild Songbird. No meio da música, ele troca para o teclado Yamaha DX11, trazendo um clima de blues para a canção. Na sequência, a segunda parte desta canção também traz um teclado com um patch que simula o som de um sintetizador minimoog. O primeiro lado fecha com "Infinita Highway", em uma versão mais rápida e rock - com distorção - e considerada definitiva por muitos fãs da banda.
Abrindo o lado B, vêm um pequeno trecho de "A Verdade a Ver Navios" - com Augusto no teclado - que apenas serve como uma espécie de introdução para "Toda Forma de Poder", em uma versão mais rápida e rock também. Em seguida, vem a parte mais intimista do show com Humberto e Augusto executando "Terra de Gigantes" e "Somos Quem Podemos Ser", nas quais ambos tocam guitarra, com Augusto utilizando o efeito Roland GR-300, que sintetiza o som da guitarra para torná-lo próximo ao de um teclado. Na sequência, "Ouça o que Eu Digo: Não Ouça Ninguém", em arranjo muito próximo ao do disco, mas com uma boa participação da plateia. Fechando o disco, "Longe Demais das Capitais" traz Licks fazendo backing e solando em uma parte blues inserida no final da música, quando termina com um solo executado apenas com a mão esquerda. Nas versões em K7 - e nos relançamentos, seguia-se "Tribos e Tribunais" com a edição alterando a manifestação da plateia para fazer parecer se tratar de um bis, em um arranjo bem rock e com Humberto modificando a letra no terceiro verso.

## Recepção

### Lançamento
O álbum foi lançado em outubro de 1989 pela gravadora BMG, através do selo RCA-Victor. O álbum foi bem divulgado e distribuído, contando com o lançamento de dois singles promocionais, "Nau à Deriva" e "Alívio Imediato". Além disso, a banda saiu em turnê - a Alívio & Mídia Tour - para promover o disco. Com esta promoção, o álbum vendeu mais de 150 mil cópias no ano de seu lançamento, rendendo o terceiro disco de ouro para o grupo gaúcho.

### Fortuna crítica
| Críticas profissionais  | Críticas profissionais |
| Avaliações da crítica   | Avaliações da crítica  |
| Fonte                   | Avaliação              |
| ----------------------- | ---------------------- |
| Bizz (1989)             | Negativa               |
| Folha de S.Paulo (1990) | Negativa               |
| Veja (1989)             | Neutra                 |

A recepção do lançamento deste disco mostra como a banda havia mudado de patamar: o disco recebeu diversas resenhas profissionais - não se limitando a entrevistas ou resenhas de shows - e a banda foi capa da principal revista de música do país, ainda concedendo uma entrevista de 5 páginas sobre o lançamento. Entretanto, o que não mudou, é que a mesma revista continuou fazendo resenhas negativas sobre os discos da banda. Arthur Couto Duarte, na revista Bizz, fez uma crítica bastante negativa, comparando o show a um culto religioso, inclusive ironizando o título do álbum com o fato de a banda ter feito uma turnê à União Soviética, dizendo que o título se justificaria se o organizador da turnê "tivesse se esquecido de providenciar as passagens de volta". Também com uma crítica negativa, José Sachetta Ramos, para a Folha de S.Paulo, insinua que o disco mostra como a banda tem um público mais novo e que o som da banda reflete certo "tédio interiorano". Assim, classifica o som do grupo como "light e tedioso como só pode ser a vida adolescente 'Longe demais das capitais'". A revista Veja realizou uma resenha em tom neutro, chegando a elogiar a participação do público e a sinergia que a banda consegue com ele. Ao mesmo tempo, traça um perfil da banda como "estradeira", avessa a encontros sociais e desconfiada de novas tecnologias, preferindo "as velhas guitarras aos teclados mirabolantes".

## Faixas
Lista de faixas dadas pelo Spotify e pela obra citada.
Todas as faixas escritas e compostas por Humberto Gessinger, exceto onde indicado. 
| Lado A |                           |                      |         |  |
| N.º    | Título                    | Álbum original       | Duração |  |
| 1.     | "Nau à Deriva"            | Inédita              | 3:28    |  |
| 2.     | "Alívio Imediato"         | Inédita              | 3:42    |  |
| 3.     | "A Revolta dos Dândis I"  | A Revolta dos Dândis | 6:37    |  |
| 4.     | "A Revolta dos Dândis II" | A Revolta dos Dândis | 4:00    |  |
| 5.     | "Infinita Highway"        | A Revolta dos Dândis | 7:19    |  |

| Lado B         |                                        |                                      |         |  |
| N.º            | Título                                 | Álbum original                       | Duração |  |
| 1.             | "A Verdade a Ver Navios"               | Ouça o que Eu Digo: Não Ouça Ninguém | 0:59    |  |
| 2.             | "Toda Forma de Poder"                  | Longe Demais das Capitais            | 4:29    |  |
| 3.             | "Terra de Gigantes"                    | A Revolta dos Dândis                 | 5:46    |  |
| 4.             | "Somos Quem Podemos Ser"               | Ouça o que Eu Digo: Não Ouça Ninguém | 3:08    |  |
| 5.             | "Ouça o que Eu Digo: Não Ouça Ninguém" | Ouça o que Eu Digo: Não Ouça Ninguém | 4:16    |  |
| 6.             | "Longe Demais das Capitais"            | Longe Demais das Capitais            | 6:31    |  |
| Duração total: | Duração total:                         | Duração total:                       | 50:22   |  |

| Faixa bônus da edição em K7 e do relançamento em CD |                      |                                    |         |  |
| N.º                                                 | Título               | Compositor(es)                     | Duração |  |
| 1.                                                  | "Tribos e Tribunais" | Humberto Gessinger / Augusto Licks | 5:18    |  |

## Créditos
Créditos dados pelas obras consultadas.

### Músicos
A Banda
- Humberto Gessinger: Voz, baixo (modelo Steinberger XM) e guitarra (em "Terra de Gigantes" e "Somos Quem Podemos Ser").
- Augusto Licks: Guitarra (modelo Steinberger GL4T-gr), violão (modelo Guild Songbird), teclado (modelo Yamaha DX11) e vocal.
- Carlos Maltz: Bateria.

Convidados
- Paulo Henrique e Yuri Palmeira: Sequenciador e teclados (em "Nau à Deriva" e "Alívio Imediato").
- Marcelo Sussekind: Guitarra (modelo Gibson Les Paul) (em "Alívio Imediato").

### Ficha técnica
- Direção artística: Miguel Plopschi.
- Produtor musical: Marcelo Sussekind.
- Projeto gráfico: Gilson Lopes.
- Conceito: Carlos Maltz e Humberto Gessinger.
- Fotos: Dario Zalis (ZNZ).
- Supervisão gráfica: André Teixeira.

Equipes da gravação ao vivo
- Equipe BMG: Edeltrudes Marques (supervisão), Flávio Senna (técnico), Ronaldo (assistente) e My Boy (assistente).
- Equipe do estúdio Nas Nuvens: Vitor Farias (técnico), Sérgio (assistente) e Guilherme (assistente).

Gravação em estúdio
- Técnicos: Flávio Senna, Dalton Rieffel e Mário Jorge Bruno.
- Assistentes: Júlio César, Cézar Delano, Luiz, Dalmo, Cássio Araújo e Marcelo Rizzo.
- Mixagem: Flávio Senna, Dalton Rieffel e Marcelo Sussekind.
- Arregimentação: Gilberto D'Ávila.
- Supervisão de estúdio: Edeltrudes Marques.
- Manutenção de estúdio: Ricardo, Victor, Duarte e Gilson.
- Montagem: Esveraldo Ferreira.
- Corte de matriz: José Oswaldo Martins, Orlando Leme e Paulo Torres.